# Susan Shaw
Susan Shaw, née le 29 août 1929 et morte le 27 novembre 1978, est une actrice britannique.

## Filmographie partielle
- 1949 : Marry Me! de Terence Fisher
- 1950 : La Femme en question (The Woman in Question) d'Anthony Asquith : Catherine Taylor
- 1959 : Un thermomètre pour le colonel (Carry On Nurse) de Gerald Thomas